# 하백의 신부 2017
《하백의 신부 2017》는 2017년 7월 3일부터 2017년 8월 22일까지 tvN에서 방영된 월화 드라마이다.
참고로, 하백(강의 신, 수신, 물신)은 실제 광개토대왕비에 나오는 역사 속의 신 또는 인물이며, 고구려 시조 주몽을 하백의 첫째 딸 유화부인이 낳았다.

## 등장 인물

### 주요 인물
- 신세경 : 윤소아 역 (아역 : 최지원) - 개인 신경정신과 의사
- 남주혁 : 하백 역 (아역 : 김현빈) - 물의 신. 2800살. 수국의 차기 왕. 신계의 차기 황제
- 임주환 : 신후예 역 (아역 : 김태율, 윤찬영) - 베리원 리조트 대표. 신회장의 여동생 신미정의 수양아들
- 정수정 : 무라 역 - 수국의 신 (수신). 2800살. 제 1 신석의 소유자. 여배우 ‘국민 여신 혜라'
- 공명 : 비렴 역 - 천국의 신 (천신). 2800살. 제 2 신석의 소유자

### 신계
- 이경영 : 대사제 역 (특별출연) - 수국의 대사제. 수국의 기운과 섭리를 읽고 계시를 전달
- 박규선 : 남수리 역 - 하백의 시종. 수국의 신인. 온 몸으로 하백을 모시는 하백의 충직한 보필자
- 이달형 : 주걸린 역 - 하급신. 수국의 걸신. 무라를 짝사랑하던 시절, 하백과 악연으로 얽히고 인간계로 도망
- 김태환 : 진건 역 - 하급신. 모명의 쌍둥이. 비렴이 가장 아끼고 신뢰하는 부하

### 인간계
- 신재훈 : 유상유 역 (아역 : 김광현) - 소아의 병원 남자 간호사
- 최우리 : 조염미 역 - 소아의 의대 동기. 고민 상담을 해주는 절친
- 정동환 : 신동만 회장 역 (특별출연) - 신자야의 할아버지. 부동산 업, 땅장사, 사채업으로 돈을 모은 1000억대 자산가
- 배누리 : 신자야 역 - 신동만 회장의 손녀. 공주처럼 자라 철없고 이기적
- 송원근 : 민비서 역 - 후예의 비서

### 그 외
- 손효은
- 권혁수
- 정인태
- 정나진
- 이준희
- 이광세
- 김수빈
- 임이은
- 심태선
- 지성근
- 김미혜
- 강문경
- 박용진
- 김보민 : 민이 역 - 후예에게 구해진 아이
- 김기무 : 방부장 역 - 신회장의 관리인
- 박미나
- 강정호
- 김성모
- 정애화
- 함건수
- 한태일
- 서정춘
- 남은지
- 김은경
- 장찬인 : 형식 역
- 백승준 : 민철 역
- 설가은 : 현아 역
- 정서우 : 혜정 역
- 정나영 : 서원 역
- 송지우 : 소아집 아이 역
- 김예린 : 소아집 아이 역
- 이재백
- 손규원 : 지하철에서 핫도그 먹는 아이 역
- 김지성 : 스케이트 보드 아이 역
- 한성용 : 김실장 역 - 혜라의 매니저
- 규희
- 하수호
- 손덕기
- 권희
- 박하연
- 이지하 : 소아의 어머니 역
- 정강희
- 윤빛나
- 황상경
- 윤예인
- 최지헌
- 이성근
- 이승철
- 석보배
- 김지율 (목소리 출연)
- 방연지 (목소리 출연)
- 이준희
- 리민
- 정미혜
- 박진수
- 강영식
- 김경남
- 이도국
- 최재영
- 김민석
- 조한권
- 오준민
- 오정민
- 김수빈
- 임여은
- 임재민
- 박한나
- 홍성호
- 차상미
- 김선화
- 최대성
- 위광훈
- 김진
- 윤지원
- 정유정
- 김지혜
- 임승제
- 정호
- 박설영
- 오지연
- 이안아
- 최용현
- 오연지
- 전여진
- 서혜진
- 김동규
- 우진영
- 박태윤
- 김민재
- 최서후
- 채종국
- 김효명
- 한신 (목소리 출연)
- 정용재
- 최화영
- 이병철
- 오기환
- 정주연
- 조한결
- 남유인
- 김희령
- 이주석
- 육미라
- 정유정 (목소리 출연)

### 특별출연
- 양동근 : 주동 역 - 지국의 신 (지신). 제 3 신석 소유자
- 조정치 : 수국의 화공 역
- 윤종훈 : 마봉열 역 - 정신과 환자
- 가득희 : 은행원 역
- 남창희 : 스케이드보드 대회 사회자 역
- 전소민 : 정신과 환자 역
- 서정연 : 서왕모 역 - 하백의 어머니/ 최선생
- 손종학 : 김대식 역 - 하급신
- 김원해 : 택시 기사 역
- 임지현 : 낙빈 역 - 1200년 전 하백의 전 연인
- 정인기 : 윤성준 역 - 소아의 아버지
- 박희본 : 상유의 여자 친구 역

## 시청률
최저 시청률과 최고 시청률은 시청률 조사회사와 지역별로 시청률에 차이가 있을 수 있습니다.
| 2017년 | 2017년   | 2017년     | 2017년      |
| 회차   | 방송일   | AGB 시청률 | TNmS 시청률 |
| ------ | -------- | ---------- | ----------- |
| 제1회  | 7월 3일  | 3.660%     | 3.2%        |
| 제2회  | 7월 4일  | 3.259%     | 3.1%        |
| 제3회  | 7월 10일 | 2.923%     | 3.2%        |
| 제4회  | 7월 11일 | 3.467%     | 3.3%        |
| 제5회  | 7월 17일 | 3.106%     | 3.1%        |
| 제6회  | 7월 18일 | 3.637%     | 3.5%        |
| 제7회  | 7월 24일 | 2.860%     | 2.8%        |
| 제8회  | 7월 25일 | 3.465%     | 3.1%        |
| 제9회  | 7월 31일 | 3.091%     | 2.8%        |
| 제10회 | 8월 1일  | 3.235%     | 3.1%        |
| 제11회 | 8월 7일  | 2.682%     | 2.6%        |
| 제12회 | 8월 8일  | 3.501%     | 2.8%        |
| 제13회 | 8월 14일 | 2.635%     | 2.8%        |
| 제14회 | 8월 15일 | 2.896%     | 2.8%        |
| 제15회 | 8월 21일 | 2.211%     | 2.3%        |
| 제16회 | 8월 22일 | 3.158%     | 3.1%        |

## 촬영지
- 아난티 코브 타운
- 농도원목장
- 하늘목장
- 에버랜드
- 봉서원 더 시크릿가든

## OST

### Part. 1
| #            | 제목                         | 작사           | 작곡         | 가수         | 재생 시간 |
| ------------ | ---------------------------- | -------------- | ------------ | ------------ | --------- |
| 1.           | 〈이렇게 좋은 이유〉         | 남혜승, 박진호 | 폴리(POLY)   | 양다일       | 4:08      |
| 2.           | 〈이렇게 좋은 이유 (Inst.)〉 |                | 폴리(POLY)   |              | 4:08      |
| 총 재생 시간 | 총 재생 시간                 | 총 재생 시간   | 총 재생 시간 | 총 재생 시간 | 8:16      |

### Part. 2
| #            | 제목                     | 작사                    | 작곡         | 가수           | 재생 시간 |
| ------------ | ------------------------ | ----------------------- | ------------ | -------------- | --------- |
| 1.           | 〈Glass Bridge〉         | 남혜승, MIYO, Jello Ann | 남혜승, MIYO | 사비나앤드론즈 | 4:25      |
| 2.           | 〈Glass Bridge (Inst.)〉 |                         | 남혜승, MIYO |                | 4:25      |
| 총 재생 시간 | 총 재생 시간             | 총 재생 시간            | 총 재생 시간 | 총 재생 시간   | 8:50      |

### Part. 3
| #            | 제목                  | 작사         | 작곡         | 가수          | 재생 시간 |
| ------------ | --------------------- | ------------ | ------------ | ------------- | --------- |
| 1.           | 〈꿈꾸던 날〉         | 박우상       | 박우상       | 케이시(Kassy) | 3:17      |
| 2.           | 〈꿈꾸던 날 (Inst.)〉 |              | 박우상       |               | 3:17      |
| 총 재생 시간 | 총 재생 시간          | 총 재생 시간 | 총 재생 시간 | 총 재생 시간  | 6:34      |

### Part. 4
| #            | 제목                | 작사         | 작곡                         | 가수         | 재생 시간 |
| ------------ | ------------------- | ------------ | ---------------------------- | ------------ | --------- |
| 1.           | 〈Pop Pop〉         | 김지후       | Lawrence Lee, 조범진, Zayson | 김이지       | 3:31      |
| 2.           | 〈Pop Pop (Inst.)〉 |              | Lawrence Lee, 조범진, Zayson |              | 3:31      |
| 총 재생 시간 | 총 재생 시간        | 총 재생 시간 | 총 재생 시간                 | 총 재생 시간 | 7:02      |

### Part. 5
| #            | 제목                      | 작사           | 작곡           | 가수         | 재생 시간 |
| ------------ | ------------------------- | -------------- | -------------- | ------------ | --------- |
| 1.           | 〈생각이 납니다〉         | 남혜승, 박진호 | 남혜승, 박진호 | 정기고       | 4:06      |
| 2.           | 〈생각이 납니다 (Inst.)〉 |                | 남혜승, 박진호 |              | 4:06      |
| 총 재생 시간 | 총 재생 시간              | 총 재생 시간   | 총 재생 시간   | 총 재생 시간 | 8:12      |

### Part. 6
| #            | 제목                     | 작사                 | 작곡         | 가수         | 재생 시간 |
| ------------ | ------------------------ | -------------------- | ------------ | ------------ | --------- |
| 1.           | 〈니가 없는 날〉         | 남혜승, 박진호, MIYO | 남혜승, MIYO | 심규선       | 4:00      |
| 2.           | 〈니가 없는 날 (Inst.)〉 |                      | 남혜승, MIYO |              | 4:00      |
| 총 재생 시간 | 총 재생 시간             | 총 재생 시간         | 총 재생 시간 | 총 재생 시간 | 8:00      |

## 에피소드
| 번호 | 제목            | 본 방송 날짜 |
| --- | --------------- | ------------ |
| 01 | 2017년 7월 3일  |              |
| 신계의 왕이 바뀌어야 할 시기가 도래하고 하백은 왕위를 물려 받기 위해 신석을 찾아 인간 세계에 내려온다. 엉뚱한 곳에 떨어진 하백은 어쩔 수 없이 신의 종의 운명을 타고난 소아를 찾아 간다. |                 |              |
| 02 | 2017년 7월 4일  |              |
| 자신이 신이라고 주장하는 하백을 소아는 이상하게 생각하고 받아주지 않는다. 하백은 그런 소아에게 오히려 화를 낸다.                                                                        |                 |              |
| 03 | 2017년 7월 10일 |              |
| 소아는 하백 덕분에 곤경에서 벗어나지만 이상 현상 때문에 고통을 당한다. 소아는 어쩔 수 없이 하백이 신들을 찾는 걸 도와주게 된다.                                                         |                 |              |
| 04 | 2017년 7월 11일 |              |
| 소아는 하백의 진짜 모습을 보고 하백의 주장이 사실임을 알게 된다. |                 |              |
| 05 | 2017년 7월 17일 |              |
| 소아와 하백은 비렴이 있는 곳을 알아내 찾아간다. |                 |              |
| 06 | 2017년 7월 18일 |              |
| 하백은 신석을 손에 넣으려고 하지만 예상하지 못한 딜레마에 빠진다. |                 |              |
| 07 | 2017년 7월 24일 |              |
| 후예가 소아에게 적극적으로 다가가자 하백과 후예의 갈등이 깊어진다. |                 |              |
| 08 | 2017년 7월 25일 |              |
| 후예는 소아에 대한 진심을 확인하지만 하백과의 갈등으로 혼란을 느낀다. 한편 소아는 하백과 함께 지내면서 친밀한 감정을 느낀다.                                                            |                 |              |

## 이모저모
- 문채원이 여자 주인공에 캐스팅 거론되었으나 최종적으로 신세경이 낙점되었다.[3]